# Serge Marshennikov
Serguéi Marshennikov (en ruso Сергей Маршенников), conocido internacionalmente como Serge Marshennikov (Ufá, Baskortostán, 1971) es un pintor ruso hiperrealista.

## Primeros años
Proviene de una familia de la cual un abuelo era el gerente de una empresa de cría de caballos, su otro abuelo era ingeniero eléctrico y su madre maestra en una escuela de preescolar.
Desde muy joven Serge Marshennikov dibujaba constantemente. Así fue como su madre lo animó a estudiar y desde la primera infancia tuvo una sucesión de maestros particulares y de estudios de arte con los cuales empezó a formarse. Después de recibir una serie de premios por cuadros hechos con técnicas diversas como el pastel o la acuarela, Marshennikov decidió convertirse en pintor profesional.
En 1995 acabó sus estudios en la Escuela de Arte de Ufá y continuó su formación en una de las más prestigiosas academias de arte de todo el mundo, la Academia Imperial de las Artes de San Petersburgo. Como uno de los graduados de la academia con más talento, Serge Marshennikov se ofreció a quedarse para realizar estudios de posgrado en el estudio particular del rector de la Academia, el profesor Mílnikov.

## Inicios como pintor
Su primera exposición en solitario fue en la galería Sangat en su Ufá natal en 1995, el mismo año en el que se graduó en la universidad. La exposición fue un éxito y Marshennikov fue invitado a exponer en la galería de la Unión de Artistas. Desde entonces ha expuesto su obra regularmente tanto en San Petersburgo como en Ufá. Su trabajo de graduación llamó la atención en las universidades de Brownwood y Hardin, Texas. Así, mientras cursaba el posgrado, Marshennikov también exhibió algunas piezas en los departamentos de arte de esas universidades. Así es como, a través de subastas, buena parte de su producción ha acabado en colecciones privadas. Aun así pueden encontrarse cuadros suyos expuestos en el Museo de Arte de la ciudad de El Paso y también en Abilene.

## Influencias y estilo
Las mayores influencias de Serge Marshennikov han sido Andrew Wyeth y Lucian Freud. Su estilo coincide con la corriente artística conocida como realismo radical, ultrarrealismo o hiperrealismo. Esta corriente, puramente pictórica, se caracteriza por la fidelidad de las pinturas hacia la realidad, las cuales, a menudo, pretenden mezclarse y confundirse con la fotografía. Algunos exponentes importantes de este estilo son también:
- David Kassan[4]
- Agustín Reche
- Antonio López García
- Antonio Castelló Avilleira
- Javier Arizabalo
- Don Eddy

Marshennikov se ha especializado en el cuerpo femenino, concretamente en el desnudo. De este modo, a partir de espaldas y torsos femeninos de chicas jóvenes, a menudo dormidas o de espaldas medio tapadas, representa la inocencia y la virginidad femeninas. Los cuerpos de estas representaciones femeninas se caracterizan por la luz clara que emanan, una luz que se contrapone con los fondos poco definidos u oscuros, que dan un mayor protagonismo a la mujer y a su imagen en el cuadro.